# St.-Anna-Preis
Der St.-Anna-Preis wurde 1997 vom Bildhauer Erwin Reiter (1933–2015) und der Malerin Edda Seidl-Reiter (1940–2022) gegründet, um Personen aus Deutschland, Tschechien und Österreich für besondere Verdienste um Kunst und Kultur anzuerkennen.

## Preisträger
- 1997: Josef Ratzenböck
- 1998: Hanns Egon Wörlen
- 1999: Johann Kraml
- 2000: Aldemar Schiffkorn
- 2001: Anna Kocourková[1]
- 2002: Friedrich Giehl
- 2003: Karlheinz Schönswetter und Kunigunde Schönswetter[2]
- 2004: Giobatta Meneguzzo
- 2005: Ala Dirndorfer-Pickl
- 2006: Erhard Busek
- 2007: Kurt Spallinger und Ellen Spallinger
- 2008: Helmuth Gsöllpointner
- 2009: Hubert Huber[3]
- 2010: Reinhard Kannonier
- 2011: Vaclav Fiala[4]
- 2012: Alois Meßmer (Architekt)[5][6]
- 2013: Gustav Auzinger[7]
- 2014: Vaclav Malina
- 2015: Franz Xaver Scheuerecker[8]
- 2016: Hubert von Goisern[9]
- 2017: Marcel Fišer[10][11]
- 2018: Adolf Hofstetter[12][13][14]
- 2019: Wolfgang Baumüller
- 2020 und 2021: keine Preisverleihung
- 2022: Petr Fiedler[15]